# Live Rounds in Tokyo
Live Rounds In Tokyo è un album live dei The Haunted pubblicato nel 2001. È stato registrato ad Akasaka Blitz,  a Tokyo, in Giappone il 16 novembre 2000.

## Tracce
1. Intro
2. Dark Intentions
3. Bury Your Dead
4. Chasm
5. Trespass
6. Shattered
7. Hollow Ground
8. Chokehold
9. Leech
10. In Vein
11. Revelation
12. Bullethole
13. Silencer
14. Three times
15. Undead
16. Hate Song
17. Eclipse (Bonus Studio Track)

## Formazione
- Marco Aro - cantante
- Anders Björler - chitarrista
- Patrick Jensen - chitarrista
- Jonas Björler - bassista
- Per Möller Jensen - batterista